# Punta de San García
Punta de San García är en udde i Spanien.   Den ligger i provinsen Provincia de Cádiz och regionen Andalusien, i den södra delen av landet, 500 km söder om huvudstaden Madrid.
Terrängen inåt land är kuperad västerut, men norrut är den platt. Havet är nära Punta de San García österut.  Närmaste större samhälle är Algeciras, 3,6 km nordväst om Punta de San García. 